# Baryceros texanus
Baryceros texanus är en stekelart som först beskrevs av William Harris Ashmead 1890.  Baryceros texanus ingår i släktet Baryceros och familjen brokparasitsteklar. Inga underarter finns listade.